# 四国ニュージーランド村
四国ニュージーランド村（しこくニュージーランドむら）は、1988年（昭和63年）8月3日に開設された香川県仲多度郡まんのう町に位置するテーマパーク。株式会社ファームが運営。2005年（平成17年）12月に閉鎖し、後に太陽光発電所となった。

## 概要
1988年8月3日に行われた開村式には駐日ニュージーランド大使夫妻が出席した。
緑豊かな自然の中で、ヤギやヒツジ、ポニーなど動物たちとのふれあいが楽しめた。
入場者数は
- 2002年（平成14年）度: 115,000人
- 2003年（平成15年）度: 106,500人

山口ニュージーランド村、愛媛わんわん村など、同運営会社の関連施設が、入場者の減少により相次いで閉村に追い込まれた。2016年までに大半の建物が撤去され、太陽光発電所となった。

## 所在地
- 香川県仲多度郡まんのう町岸上大谷1787番地

## 料金
大人（中学生以上）500円　子供300円